# Clas Thunberg
Pour les articles homonymes, voir Thunberg.
Arnóld Clas Robert Thunberg (né le 5 avril 1893 et mort le 28 avril 1973) est un patineur de vitesse finlandais. Quintuple champion olympique et champion du monde dans les années 1920, il rivalise avec les meilleurs patineurs du monde venus de Norvège.

## Biographie
Champion d'Europe 1922 et champion du monde 1923, Clas Thunberg est l'un des athlètes les plus attendus des Jeux olympiques d'hiver de 1924 de Chamonix. Clas Thunberg y remporte trois médailles d'or sur les distances de 1 500 m, 5 000 m ainsi que sur le Combiné,.
Fort d'une notoriété internationale, il est invité au Madison Square Garden en mars 1926 pour patiner en salle mais déçoit sur la petite piste aux virages peu développés.
Lors des championnats du monde de Davos, répétitions générales des épreuves de patinage de vitesse des Jeux olympiques d'hiver de 1928, le Finlandais fait état de sa vitesse en dominant Bernt Evensen dans le 1 500 m puis Armand Carlsen (en) dans le 10 000 m en battant le record du monde de la distance. Une semaine plus tard, il confirme à Saint-Moritz en devenant champion olympique dans les distances de 500 m et 1 500 m. Dans la course de 500 m, il termine avec le même temps que Bernt Evensen et partage le titre olympique avec le Norvégien. Dans le 1 500 m olympique, il bat son rival de huit dixièmes de seconde pour l'emporter en 2 min 21 s 1.
Champion du monde en 1929, Thunberg s'impose comme le grand favori du championnat l'année suivante après avoir battu son principal rival à Davos en janvier 1930. L'annulation d'un nouveau duel une semaine avant les championnats créé un violent conflit opposant les Fédérations de Finlande et de Norvège dont la conséquence est forfait de Thunberg au championnat d'Oslo. S'il est présent autour la piste, il n'est que représentant du nouveau journal finlandais Suomi Maa.

## Palmarès
Jeux olympiques
- Jeux olympiques d'hiver de 1924 à Chamonix  France :
  -  Médaille d'or sur 5 000 m.
  -  Médaille d'or sur 1 500 m.
  -  Médaille d'or en Combiné.
  -  Médaille d'argent sur 10 000 m.
  -  Médaille de bronze sur 500 m.
- Jeux olympiques d'hiver de 1928 à Saint-Moritz  Suisse :
  -  Médaille d'or sur 500 m.
  -  Médaille d'or sur 1 500 m.

Championnats du Monde
- Médaille d'or en 1923, 1925, 1928, 1929 et 1931.
- Médaille d'argent en 1927.
- Médaille de bronze en 1922.

Championnats d'Europe
- Médaille d'or en 1922, 1928, 1931 et 1932.
- Médaille d'argent en 1923, 1924, 1927 et 1929.

Championnats de Finlande
- Médaille d'or en 1920, 1922, 1924, 1927 et 1928.